# Nashua (rivière)
Pour les articles homonymes, voir Nashua.
La Nashua est une rivière qui s’écoule dans l’État américain du Massachusetts, et un affluent de la rive droite du Merrimack. La ville de Nashua, dans le Comté de Worcester (Massachusetts), s'est formée à la confluence de deux bras amont de la rivière. Son cours est généralement orienté vers le nord-nord-est à l'aval de Groton jusqu'à la confluence avec le Merrimack à Nashua (New Hampshire). Son bassin hydrographique recouvre l'essentiel du centre nord de l'état de Massachusetts ainsi qu'une portion du New Hampshire méridional.
Le bras nord prend sa source à l'ouest de Fitchburg et de Westminster. Il s'écoule sur 48 km vers le sud-est et forme la Nashua proprement dite 7 km à l'aval du barrage de Wachusett, à la confluence avec le bras sud, désigné sur les cartes d'état-major américaines comme le bras principal amont de la Nashua.

## Histoire
Le nom de rivière dérive d'un mot algonquien signifiant « belle rivière de galets,. »
La Nashua a été un important bassin pré-industriel au cours de la période coloniale et des premières années de la Confédération : l'importante concentration de moulins à papier et les teintureries de Fitchburg ont installé une pollution qui donnait aux eaux de la rivières des irisations suspectes à l'aval des différentes manufactures.
Au milieu des années 1960, Marion Stoddart a lancé une campagne de renaturation de la Nashua et de ses affluents. Elle obtint l'accord des leaders syndicaux et de quelques patrons des papeteries les plus polluantes. Grâce à des subsides fédéraux, on construisit ou répara huit stations d'épuration le long de la rivière. Une vaste trame bleue a été créée le long de plus de la moitié de son cours et de celui de ses deux bras amont. Encore au début des années 1990, si une grande partie des papeteries demeuraient bord à rivière, la baignade pouvait être ré autorisée. L'action de Stoddart a fait l'objet d'un film documentaire de 30 minutes (Marion Stoddart: Work of 1000). La restauration du cours d'eau a permis l'ouverture de plusieurs stations touristiques comme le parc naturel de Mine Falls à Nashua.